# ليلة عيد الغطاس
ليلة عيد الغِطاس أو ليلة عيد الظهور هي مهرجان مسيحي في الليلة الأخيرة من اثني عشر يومًا لعيد الميلاد وتسبق حلول عيد الغطاس. تحدد التقاليد المختلفة تاريخ ليلة عيد الغطاس إما في الخامس أو السادس من يناير كانون الثاني اعتمادًا على ما إذا كان العد سيبدأ في يوم عيد الميلاد أو 26 من ديسمبر كانون الأول .
تشير إحدى الخرافات في بعض البلدان الناطقة باللغة الإنجليزية إلى أنه من غير المحظ أن تترك زينة عيد الميلاد معلقة بعد ليلة عيد الغطاس وهذا تقليد مرتبط ارتباطًا متنوعًا بمهرجانات الشموع (2 فبراير شباط) والجمعة العظيمة والثلاثاء البدين و السبعينية. تتضمن الطقوس الشائعة تناول كعكة عيد الغظاس ، وغناء ترانيم عيد الميلاد ، وطبشرة الباب ، وتبريك المنزل وتبادل التحيات وحضور خدمات الكنيسة.